# ナッサウ邦有鉄道
ナッサウ邦有鉄道（ナッサウほうゆうてつどう、ドイツ語: Nassauische Staatsbahn）は、ナッサウ公国内のライン川およびラーン川沿いのナッサウ・ライン・ウント・ラーン鉄道という私鉄の建設した鉄道路線を1861年に引き継いで発足し、その後路線網を拡張していった、ナッサウ公国の国有鉄道である。1866年にプロイセン邦有鉄道に引き継がれた。

## 設立
フランクフルト・アム・マインからのタウヌス線が1840年にヴィースバーデンまで到達した後、この路線をライン川沿いに延長するための私鉄が設立された。ケルン起業家はライン川右岸の鉄道建設を1844年から1846年まで模索した。この会社は当初、ヴィースバーデン鉄道 (Wiesbadener Eisenbahngesellschaft) と称していた。1853年以降はこの会社はナッサウ・ライン鉄道 (Nassauische Rhein Eisenbahn-Gesellschaft) と称し、1855年以降はナッサウ・ライン・ウント・ラーン鉄道 (Nassauische Rhein- und Lahn Eisenbahn-Gesellschaft) と称した。この会社は1853年6月23日にナッサウ公国から、ヴィースバーデンからリューデスハイム・アム・ラインおよびオーバーラーンシュタインまでのナッサウ・ラインタール線を建設する許可を得た。ナッサウ・ライン・ウント・ラーン鉄道会社は当初にはラインタール線をリューデスハイムから延長することにほとんど関心を示さなかったが、1857年3月13日には、オーバーラーンシュタインからヴェッツラーまでのラーンタール線の許可も得た。
ヴィースバーデン - リューデスハイム区間はラインガウを通って、技術的に最も簡単に建設できた。この区間は1854年2月17日に着工され、1856年8月11日に開通された。監督者は当時にイギリスのチャールズ・ビニョールス（Charles Vignoles, 1793–1875）であった。ヴィースバーデンの終点は当初、ビーブリヒ＝モースバッハ駅（現在ヴィースバーデン・ビーブリヒ駅）で、1857年2月11日にこの路線はヴィースバーデン・ライン駅まで延長された。
1855年頃以来ナッサウ・ライン・ウント・ラーン鉄道の建設資金は不足となったので、許可の得られた188 kmのうち一部の区間のみしか開通させることができなかった。このため1858年10月14日にナッサウ公国は会社への鉄道建設許可を取り消して、路線の営業を引き継ぐことにした。公国政府は公式に1861年5月2日付であるいは6月13日付で以下の路線の免許を引き継いだ。
- ナッサウ・ラインタール線のヴィースバーデンからヴィースバーデン＝ビーブリヒ（ドイツ語版）を経由してリューデスハイム・アム・ラインまでの30 km
- ラーンタール線のオーバーラーンシュタインから ナッサウまでの21 km

プロイセンが戦略的、軍事的理由からドイツ - ギーセン鉄道の建設を考慮した際には、ナッサウ領土の横断が不可避であった。それ故にナッサウ公国はライン右岸の鉄道線を北の鉄道網と連結する大義名分を獲得できた。1860年2月8日に両国間の条約が締結され、プロイセンはこの路線を北部のプロイセン鉄道網に接続し、ナッサウは自国領土のケルン - ギーセン鉄道建設を許可するのを認定した。プロイセンはライン鉄道の反対を抑えて、ライン川上にファッフェンドルフ鉄道橋を建設させた。 1861年11月20日、この会社はナッサウ邦有鉄道として再編された。
ナッサウ邦有鉄道はナッサウ・ラインタール線のリューデスハイム・アム・ラインからオーバーラーンシュタインまでの長い56.6 kmに及ぶ欠けていた個所を1862年2月22日に開通させた。ラーンタール線のヴェッツラーまでの残りの78 kmは、1863年1月10日までに3つの区間に分けて開通した。この工事は鉄道技術者のモーリッツ・ヒルフ (Moritz Hilf, 1819~1894) が指揮して実施された。ナッサウの建築家で建設官僚であったハインリッヒ・フェルデ（Heinrich Velde, 1827~1905）はリューデスハイム駅など、駅舎設計・建設、トンネル建設を担当した。

## 他の路線との接続
ナッサウ邦有鉄道はヴィースバーデンで、1839年から1840年にかけて開通したヴィースバーデンとフランクフルト・アム・マインを結ぶタウヌス線と接続していた。ラーンタール線の終点のヴェッツラーでは、1862年にケルン-ミンデン鉄道が開通させたドイツ-ギーセン線と接続していた。
ラインタール線において他の鉄道会社と接続するために、さらに以下の2つの区間が開通した。
- ビンゲン-リューデスハイム連絡船（ドイツ語版）はリューデスハイム・アム・ラインとビンゲン・アム・ラインの間で1862年に開通し、ライン＝ナーエ鉄道 (Rhein-Nahe-Eisenbahn-Gesellschaft) のナーエタール線（ドイツ語版） と接続した。ライン＝マイン都市圏（ドイツ語版）とザール地方を結ぶ貨物輸送の連絡を実現し、ザール地方産の石炭の新しい市場をもたらした。1900年まで貨車の車両航送を行っていた。
- オーバーラーンシュタインからライニッシュ鉄道（ドイツ語版）と連絡する路線は、ラーン川およびライン川に橋を架ける必要があった。オーバーラーンシュタインからライニッシュ鉄道のライン川左岸線のケーニヒスバッハ駅まで、1862年後半から2年間鉄道連絡船が運航された。主にラーン川の谷からの鉱石を搬出し、またルール地方の石炭をラーン川流域の工業へ供給するための輸送を行った。コブレンツのプファッフェンドルフでライン川にプファッフェンドルフ橋（ドイツ語版）と、ニーダーラーンシュタインとオーバーラーンシュタインの間のラーン川の橋が開通したのは1864年6月3日のことであった。

## プロイセンによる継承
普墺戦争の結果ナッサウ公国はプロイセン王国に併合されることになり、ナッサウ邦有鉄道もプロイセン邦有鉄道に吸収された。
ライニッシュ鉄道がナッサウ邦有鉄道を引き継いで、ライン川沿いの計画路線の運営を行うというライニッシュ鉄道側の試みは、プロイセン政府の要求により失敗した。プロイセン政府の予算は戦争のために限られていたため、損失を出していたライン＝ナーエ鉄道と同時に引き継ぐならばという条件付きで鉄道の売却を行おうとした。ライニッシュ鉄道は、当時自社で建設中であったアイフェル線と競合することになるライン＝ナーエ鉄道を引き継ぐことを望まなかった。
プロイセン邦有鉄道は旧ナッサウ邦有鉄道の組織を維持し、当初はヴィースバーデンに本部を置く独立した鉄道管理局としていた。プロイセンにおける私鉄の国有化後、旧ナッサウ邦有鉄道は1880年にフランクフルト・アム・マイン管理局に含まれるようになった。